# Álgebra de Borel

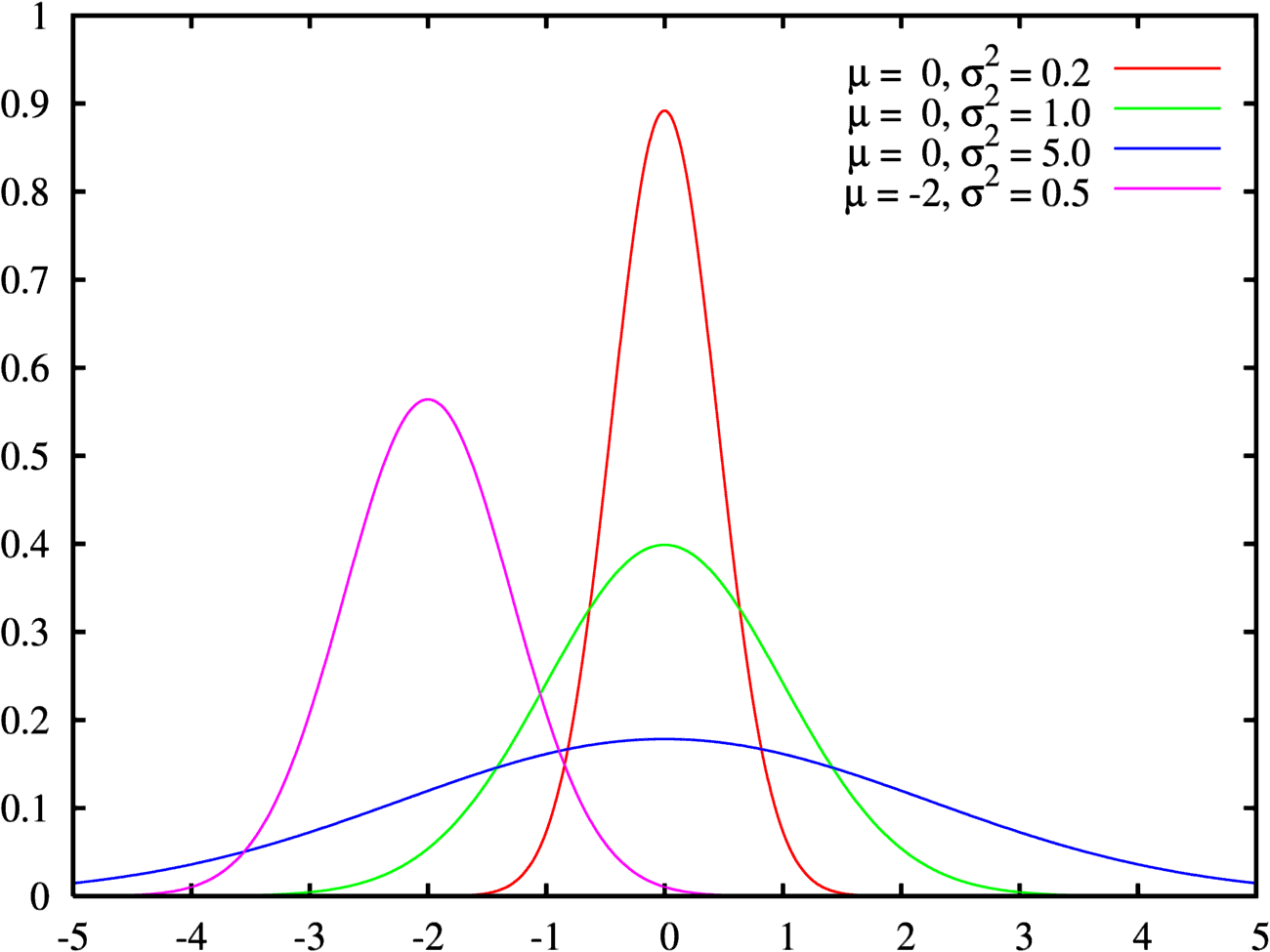
El álgebra de Borel es también el menor álgebra de conjuntos de R que contiene a todos los intervalos de R de la forma [a,b],(a,b),(a,b],[a,b) con a,b ∈ R ∪ {-∞,∞}. Además, está formada por los subconjuntos de R que se pueden poner como unión finita de intervalos.

En matemáticas, el álgebra de Borel (más correctamente, σ-álgebra de Borel, también llamada boreliana) sobre un espacio topológico X es una σ-álgebra de subconjuntos de X asociada a la topología de X. En la literatura matemática se pueden encontrar dos definiciones equivalentes de ésta:
- La σ-álgebra generada por los conjuntos abiertos.
- La σ-álgebra generada por los conjuntos compactos.

La σ-álgebra generada por una colección T de subconjuntos de X se define como la mínima σ-álgebra que contiene a T. La existencia y unicidad de una tal σ-álgebra se demuestra fácilmente notando que la intersección de todas las σ-álgebras que contienen a T es en sí misma una σ-álgebra que contiene a T.
Los elementos del álgebra de Borel se llaman Conjunto de Borel o conjuntos borelianos y deben su  nombre al matemático Émile Borel, que publicó en 1898 una primera exposición del álgebra boreliana de los números reales.
En espacios topológicos generales, o aun en los localmente compactos, las dos estructuras definidas arriba pueden ser diferentes, aunque este fenómeno se considera patológico en el análisis matemático. De hecho, las dos estructuras coinciden si el espacio en consideración es un espacio localmente compacto, separable y métrico.

## Ejemplo
Un ejemplo importante, especialmente en teoría de probabilidad, es el álgebra boreliana sobre el conjunto de los números reales. Es la σ-álgebra en la cual se define la medida de Borel. Dada una variable aleatoria real en un espacio de probabilidad, su distribución de probabilidad es, por definición, también una medida en el álgebra boreliana. El álgebra de Borel también es la mínima σ-álgebra sobre R que contiene a los subconjuntos cerrados de R, a los intervalos abiertos o cerrados, a los intervalos semiabiertos de la forma (a, b], o a los intervalos de la forma (−∞,b].